# Доктрина Кучми

Леонід Кучма підписує Будапештський меморандум

Доктрина Кучми, або ж доктрина багатовекторності — неофіційна назва зовнішньополітичної доктрини України, що визначала наміри та дії Леоніда Кучми від початку його президентства (середина — друга половина 90-х років XX сторіччя). Передбачала одночасний розвиток відносин як з Росією (та іншими учасниками СНД), так і Заходом. З часом була поширена на відносини з Китаєм та іншими державами світу. Була виразно протиставлена зовнішній політиці Леоніда Кравчука (або ж «доктрині Павличка»), яка проголошувала своєю метою нейтральний та позаблоковий статус держави, а самим Кучмою таврувалася як «політика самоізоляції».
Основи доктрини багатовекторності були викладені Леонідом Кучмою 11 жовтня 1994 року у виступі перед Верховною Радою України, і надалі ним доповнювалися та розвивалися.
Першим міжнародним документом, укладеним у відповідності з цією доктриною, можна вважати Будапештський меморандум (5 грудня 1994 року), яка містить норми щодо без'ядерного статусу, але не згадує про нейтралітет і позаблоковість України. На віміну від Декларації про державний суверенітет України згадки про нейтралітет не має і в ухваленій за президентства Кучми Конституції України.
Доктрину багатовекторності часто критикували і досі критикують за невизначеність позиції і пристосуванство до обставин. В той же час позиції самого Кучми з часом еволюціонували в бік щільнішої інтеграції до європейських і євроатлантичних структур.
Край політиці багатовекторності поклало рішення Ради національної безпеки та оборони від 23 травня 2002 року про намір України приєднатися до НАТО.